# Diplomesodon pulchellum
La musaraña de Piebald (Diplomesodon pulchellum) es una especie de mamífero soricomorfo de la familia Soricidae. Mide entre 2-2 3 / 4 pulgadas de longitud, y se alimenta principalmente de insectos y lagartos por la noche. Es la única especie de su género.

## Distribución
Se encuentra en el Turán al este del mar Caspio en Kazajistán, Turkmenistán y Uzbekistán.